# North Park (Chicago)
Pour les articles homonymes, voir North Park.

Situation de North Park dans la ville de Chicago

North Park est l'un des 77 secteurs communautaires de la ville de Chicago aux États-Unis.
Dans ce quartier se trouve l'Université North Park qui est un établissement d'enseignement supérieur privé.